# Mālfejān
Mālfejān (persiska: Mālfejān-e Bālā, مالفجان) är en ort i Iran.   Den ligger i provinsen Gilan, i den norra delen av landet, 210 km nordväst om huvudstaden Teheran. Mālfejān ligger 22 meter över havet och antalet invånare är 992.
Terrängen runt Mālfejān är varierad.Runt Mālfejān är det ganska tätbefolkat, med 155 invånare per kvadratkilometer. Närmaste större samhälle är Lāhījān, 9,7 km nordost om Mālfejān. Trakten runt Mālfejān består till största delen av jordbruksmark.